# Sepedon paranana
Sepedon paranana är en tvåvingeart som beskrevs av Verbeke 1950. Sepedon paranana ingår i släktet Sepedon och familjen kärrflugor. Inga underarter finns listade i Catalogue of Life.